# Loyal Brave True
Loyal Brave True (с англ. — «Верная, отважная, честная») — песня-баллада Кристины Агилеры, записанная в качестве саундтрека к фильму «Мулан» (2020).
Композиторами выступили Билли Крэбтри, Гарри Грегсон-Уильямс, Джейми Хартман и Рози Голан. Walt Disney Records выпустила сингл 6 марта 2020 года. В том же году её номинировали на People’s Choice Awards в качестве лучшего саундтрека к фильму. Кроме того, песня вошла в шорт-лист пятидесяти вероятных номинантов на кинопремию «Оскар» (2021) в номинации «за лучшую песню к фильму».
В официальном российском прокате фильма песню под названием «На путь воина встаю» исполнила певица Манижа.

## История создания
Композиторами выступили Билли Крэбтри, Гарри Грегсон-Уильямс, Джейми Хартман и Рози Голан. Хартман, выступивший в качестве продюсера Loyal Brave True, ранее работал с Агилерой над её семнадцатым студийным альбомом Lotus (2012), а также являлся автором и сопродюсером её танцевальной песни Army of Me.

## Оценки
В апреле 2020 года обозреватель Entertainment Focus Джеймс Гэри назвал Loyal Brave True одной из самых лучших песен года. Обозреватель Entertainment Weekly Джоуи Нолфи похвалил Агилеру за её «мощный вокал», в то время как обозревательница Billboard Бьянка Грэйси высказала мнение, что песня «наполнена неоспоримым духом воина, за который мы все полюбили Мулан, но также освежает историю главной героини для XXI века». Обозреватель сетевого издания Bleeding Cool Джереми Конрад отметил, что сильный голос Агилеры «соответствует тому, что смотрится как эпический, мощный фильм». В декабре 2020 года обозреватель музыкального блога Idolator Майк Васс назвал Loyal Brave True одной из лучших и недооценённых поп-песен года.

## Видеоклипы
Видеозаписи с текстом песни на английском — Loyal Brave True и испанском языке — El Mejor Guerrero, были представлены YouTube 6 марта 2020 года, вместе с синглом. Короткий тизер видеоклипа был размещён там же 13 августа, а уже на следующий день — полностью. Одновременно на DisneyMusicVEVO на YouTube была размещена полная испаноязычная версия видеоклипа.

## Награды и номинации

### Итоговые списки
| Год  | Церемония                    | Категория             | Итог         | Ссылка        |
| ---- | ---------------------------- | --------------------- | ------------ | ------------- |
| 2020 | People's Choice Awards       | Песня-саундтрек 2020  | Номинация    | [ 3 ]         |
| 2021 | Оскар                        | Лучшая песня к фильму | В шорт-листе | [ 4 ]         |
| 2021 | Chicago Indie Critics Awards | Лучшая песня к фильму | Номинация    | [ 16 ] [ 17 ] |

## Чарты
| Чарт (2020)                            | Высшая позиция |
| -------------------------------------- | -------------- |
| Канада (Digital Song Sales, Billboard) | 45             |
| Индонезия (Music Weekly Asia)          | 14             |
| Шотландия (OCC)                        | 61             |
| Сингапур (Music Weekly Asia)           | 7              |
| Таиланд (Music Weekly Asia)            | 29             |
| Великобритания (UK Download, OCC)      | 49             |
| США (Billboard Adult Contemporary)     | 10             |
| США (Digital Song Sales, Billboard)    | 24             |

| Чарт (2020)                         | Место |
| ----------------------------------- | ----- |
| США (Adult Contemporary, Billboard) | 41    |